# Epigonus carbonarius
Epigonus carbonarius är en fiskart som beskrevs av Okamoto och Hiroyuki Motomura 2011. Epigonus carbonarius ingår i släktet Epigonus och familjen Epigonidae. Inga underarter finns listade i Catalogue of Life.